# Palhèrs
Palhèrs (en francès Pailhès) és un municipi francès, situat a la regió d'Occitània, departament de l'Arieja.